# Agra (accantonamento)
L'accantonamento di Agra è una suddivisione dell'India, classificata come cantonment board, di 56.198 abitanti, situata nel distretto di Agra, nello stato federato dell'Uttar Pradesh. In base al numero di abitanti la città rientra nella classe II (da 50.000 a 99.999 persone).

## Società

### Evoluzione demografica
Al censimento del 2001 la popolazione di Agra assommava a 56.198 persone, delle quali 31.051 maschi e 25.147 femmine. I bambini di età inferiore o uguale ai sei anni assommavano a 7.134, dei quali 3.808 maschi e 3.326 femmine. Infine, coloro che erano in grado di saper almeno leggere e scrivere erano 39.047, dei quali 23.476 maschi e 15.571 femmine.